# Kuusisaari (ö i Södra Savolax, S:t Michel, lat 61,33, long 26,50)
Kuusisaari är en ö i Finland. Den ligger i sjön Ylä-Rieveli och i kommunen Mäntyharju i den ekonomiska regionen  S:t Michel och landskapet Södra Savolax, i den södra delen av landet, 150 km nordost om huvudstaden Helsingfors. Öns area är 6,8 hektar och dess största längd är 440 meter i sydöst-nordvästlig riktning.